# حسین‌آقا حاجی‌بابایف
حسین‌آقا حاجی‌بابایف (ترکی آذربایجانی: Hüseynağa Hacıbababəyov; ۷ مهٔ ۱۸۹۸ – ۱۰ نوامبر ۱۹۷۲) خواننده اپرای اهل آذربایجان بود. وی در سال ۱۹۳۸ لقب افتخاری هنرمند خلق آذربایجان شوروی را دریافت کرد. وی پدربزرگ آهنگ‌ساز موسیقی جاز، «سلمان قنبرف»، بود.

## زندگی
حسین‌آقا حاجی‌بابایف در سال ۱۸۹۸ در شهر شماخی زاده شد. او صدای ملایمی داشت و موسیقی‌های مقامی و محلی اجرا می‌کرد. در سال ۱۹۱۰ در گروه کر «جامعه نجات» در باکو به آوازخوانی پرداخت و از سال ۱۹۱۳ شروع به بازیگری با گروه تئاتر «شفاع» کرد. در سال ۱۹۱۶ به گروه موسیقی آذربایجان پیوسته و اغلب در اپراهای مقامی آذربایجانی در نقش‌های زنانه بازی می‌کرد. وی همچنین در سالهای مختلف در کشورهای قفقاز جنوبی، آسیای مرکزی و ایران کنسرت‌هایی اجرا کرد. در سال ۱۹۲۰ به عنوان تک‌خوان در آکادمی ملی اپرا و تئاتر باله آذربایجان فعالیت می‌کرد. حسین‌آقا حاجی‌بابایف همچنین در نقش‌های «شاه اسماعلی»، «عاشیق غریب» و خسرو به ترتیب در اپراهای «شاه اسماعیل» مسلم ماقمایف، عاشبق غریب ذوالفقار حاجی‌بیف و خسرو و شیرین نیازی و نیز بخش‌هایی از اپراهای اروپایی، گرجی، روسی و ارمنی به زبان‌های مادری‌اشان ایفای نقش کرد.
حسین‌آقا حاجی‌بابایف در سال ۱۹۲۸ از کنسرواتوار دولتی آذربایجان دانش‌آموخته شد؛ جایی که آنجا در کلاس‌های «نیکولای اسپراننسکی»، خواننده اپرای اهل روسیه، حضور داشت. در سال ۱۹۳۸ به حسین‌آقا حاجی‌بابایف لقب افتخاری هنرمند خلق آذربایجان شوروی اهدا شد.